# Municipio de East Hempfield
El municipio de East Hempfield (en inglés: East Hempfield Township) es un municipio ubicado en el condado de Lancaster en el estado estadounidense de Pensilvania. En el año 2000 tenía una población de 21.399 habitantes y una densidad poblacional de 390.6 personas por km².

## Geografía
El municipio de East Hempfield se encuentra ubicado en las coordenadas 40°07′36″N 76°22′28″O / 40.12667, -76.37444.

## Demografía
Según la Oficina del Censo en 2000 los ingresos medios por hogar en la localidad eran de $54,431 y los ingresos medios por familia eran de $68,965. Los hombres tenían unos ingresos medios de $43,958 frente a los $29,496 para las mujeres. La renta per cápita de la localidad era de $28,192. Alrededor del 3,9% de la población estaba por debajo del umbral de pobreza.